# Slavenborderel
Een slavenborderel is een overzicht van slaafgemaakten per eigenaar of plantage in de West-Indische koloniën van het Koninkrijk der Nederlanden. Slavenborderellen zijn opgemaakt in 1862 en bevinden zich in het archief van de Algemene Rekenkamer beheerd door het Nationaal Archief.
Op 1 juli 1863 werd in het Koninkrijk der Nederlanden de slavernij in de koloniën Suriname en Curaçao en Onderhorigheden (de Caribische eilanden Curaçao, Aruba, Sint Maarten, Bonaire, Sint Eustatius en Saba) afgeschaft. De Nederlandse staat betaalde de slavenbezitters een vergoeding voor elke vrijverklaarde slaafgemaakte. 
Om voor een vergoeding in aanmerking te komen, moesten de eigenaren (of een gevolmachtigde) in 1862 een formulier (borderel van aangifte) indienen dat door de Algemene Rekenkamer nauwkeurig werd gecontroleerd alvorens over te gaan tot uitbetaling. Op het borderel werd de plantage van de eigenaren vermeld, hun naam en woonplaats (of die van de gevolmachtigden) en per slaafgemaakte de onderstaande gegevens:
- slavenroepnaam
- geslacht (m/v)
- leeftijd of geboortejaar
- beroep
- religieuze overtuiging.

Historicus Okke ten Hove en Heinrich Helstone, een gepensioneerde leraar, digitaliseerden de Surinaamse borderellen waarin tevens de schadeloosstelling is te vinden die de slaveneigenaren ontvingen. De borderellen van Curaçao zijn ook opgenomen in de database Slavenregisters Curaçao. Via de website van het Nationaal Archief zijn de borderellen te raadplegen en op naam van de eigenaar, slaafgemaakte of plantage doorzoekbaar.